# 变异铁角蕨
变异铁角蕨（学名：Asplenium varians）为铁角蕨科铁角蕨属下的一个种。

## 扩展阅读
- 維基物種上的相關：变异铁角蕨